# اد کسوب
اد کسوب در اریتره است که در gash-barka واقع شده‌است.

## خصوصیات
اد کسوب ۷۱۶ متر بالاتر از سطح دریا واقع شده‌است.